# 蝙蝠屬
蝙蝠屬（学名：Vespertilio），哺乳綱、翼手目、蝙蝠科的一屬，而與蝙蝠屬（大蝙蝠）同科的動物尚有、毛翼管鼻蝠屬（毛翼管鼻蝠）、南蝠屬（南蝠）、帆耳蝠屬（帆耳蝠）等之數種哺乳動物。

## 下属物种
本属包括以下物种：
- Vespertilio majori Kormos, 1934
- 普通蝙蝠 Vespertilio murinus Linnaeus, 1758，霜蝠
- Vespertilio oedilis Jenyns, 1839
- Vespertilio praeglacialis Kormos, 1934
- 东方蝙蝠 Vespertilio sinensis (Peters, 1880)，中华蝙蝠
- 大蝙蝠 Vespertilio superaus 雛蝠， (Asian particolored bat)
- Vespertilio sylvicola Grandidier, 1870